# نية الصوم
النية في الصوم هي: أن ينوي الصائم للصوم، وهي لازمةٌ لصحة الصوم باتفاق أهل العلم؛ لأن الصوم عبادة، ولا تصح العبادة إلا بالنية؛ لقول الله تعالى: ﴿وما أمروا إلا ليعبدوا الله مخلصين له الدين﴾، والإخلاص بمعنى: النية، وفي الحديث: «إنما الأعمال بالنيات»، فمن صام بلا نية فصومه غير صحيح بالإجماع، ويجب تبييت النية في صوم الفرض في ليلة الصيام عند الجمهور خلافا للحنفية، وأما في صوم النفل؛ فتمتد إلى ما قبل الزوال. ويبدء وقت نية الصوم بدخول أول جزء من الليل، والليل كله وقت للنية فيه، ويلزم تعيين النية ليلا في الصوم المفروض، وأما صوم النفل فيمتد وقت النية فيه إلى ما قبل الزوال بشرط عدم حدوث مبطل للصوم من طلوع الفجر وما بعده، وهذا قول جمهور العلماء، وذهب الحنفية إلى جواز تمديد وقت النية في الفرض والنفل إلى ما قبل الزوال.

## وقت نية الصوم
يدخل وقت النية في الصوم بدخول أول جزء من الليل، وذلك أن الصوم عبادة، ولا تصح العبادة إلا بالنية اتفاقا، ووقت النية يكون في أول العبادة، ففي الصلاة مثلا تكون النية عند تكبيرة الإحرام، وأول وقت الصوم هو طلوع الفجر الثاني، لكن لا يلزم أن تكون نية الصوم في وقت طلوع الفجر؛ لتعسر مراقبة طلوع الفجر، بل يكفي أن تكون النية في أي جزء من الليل؛ دفعا للمشقة، وأما آخر وقت نية الصوم في صوم الفرض فينتهي بطلوع الفجر الصادق، ويمتد في صوم النفل إلى ما قبل الزوال بشرط عدم المنافي للصوم من طلوع الفجر إلى وقت النية، وهذا هو قول الجمهور في تحديد وقت النية، وقال الحنفية أن وقت نية الصوم تمتد إلى ما قبل الزوال مطلقا، ولا فرق عندهم بين الفرض والنفل، وجاء في كتاب الأم للشافعي في باب الدخول في الصيام والخلاف عليه: «قال الشافعي رحمه الله: فقال بعض أصحابنا لا يجزي صوم رمضان إلا بنية كما لا تجزي الصلاة إلا بنية واحتج فيه بأن ابن عمر قال: لا يصوم إلا من أجمع الصيام قبل الفجر، قال الشافعي: «وهكذا أخبرنا مالك عن نافع عن ابن عمر»، قال الشافعي: «فكان هذا -والله أعلم- على شهر رمضان خاصة وعلى ما أوجب المرء على نفسه من نذر أو وجب عليه من صوم، فأما التطوع فلا بأس أن ينوي الصوم قبل الزوال ما لم يأكل ولم يشرب».

### الصوم بنية من النهار
يبدء نهار الصوم بطلوع الفجر، والأصل في نية الصوم أن تكون قبل الدخول في نهار الصوم، حيث أن وقت النية يكون قبل الشروع في العبادة، وثبت في صحيح البخاري حديث: «عن سلمة بن الأكوع رضي الله عنه، أن النبي صلى الله عليه وسلم بعث رجلا ينادي في الناس يوم عاشوراء: إن من أكل فليتم أو فليصم ومن لم يأكل فلا يأكل». وفي هذا الحديث دليل على وقوع نية الصوم في النهار، وهو محمول عند الجمهور على صوم النفل، حيث جاء في صوم يوم عاشوراء، وقد اتفق العلماء على استحباب صومه، ولكن وقع الخلاف في فرضه قبل فرض صوم شهر رمضان، فذهب الجمهور إلى أنه ليس هناك صوم مفروض قبل فرض رمضان، والأمر بصوم يوم عاشوراء محمول على التأكيد في الاستحباب، وبناء على هذا فإن الحديث يدل على أنهم صاموا يوم عاشوراء بنية من النهار لكونه صوم تطوع، واستدل الحنفية بهذا الحديث على جواز تمديد النية في صوم الفرض إلى ما قبل الزوال، بناء على قولهم بأن صوم يوم عاشوراء كان واجبا ثم نسخ وجوبه بفرض صوم شهر رمضان.
ومن أصبح يريد على الإفطار ثم بدا له أن يصوم تطوعا فللعلماء فيه أقوال ساقها ابن المنذر، ونقلها عنه ابن حجر العسقلاني في الفتح، وذكر منها عن بعض الصحابة جواز أن يصوم التطوع بنية من النهار متى ما بدا له، وساق الأقوال بأسانيدها في جواز أن ينوي صوم التطوع في أي ساعة من النهار، وهو أحد قولي الشافعي، وقال ابن عمر:«لا يصوم تطوعا حتى يجمع من الليل أو يتسحر»، أي: أن تبييت النية من الليل لازمة للصوم مطلقا، سواء كان الصوم فرضا أو نفلا، والمعروف عن مالك والليث وابن أبي ذئب أنه لا يصح صيام التطوع إلا بنية من الليل، وقال أهل الرأي: من أصبح مفطرا ثم بدا له أن يصوم قبل منتصف النهار أجزأه، وإن بدا له ذلك بعد الزوال لم يجزه، هذا من كلام ابن المنذر، والأصح عند الشافعية في نية صوم النفل جواز تمديدها إلى ما قبل الزوال، وهو أحد قولي الشافعي، وهو المرجح عند الشافعية.
وذكر البخاري عن بعض الصحابة جواز الصوم بنية من النهار فقال: «باب إذا نوى بالنهار صوما وقالت أم الدرداء كان أبو الدرداء يقول عندكم طعام فإن قلنا لا قال فإني صائم يومي هذا وفعله أبو طلحة وأبو هريرة وابن عباس وحذيفة رضي الله عنهم». واستدل الجمهور على جواز تمديد النية في صوم النفل إلى ما قبل الزوال بما أخرج مسلم وأصحاب السنن من حديث عائشة مرفوعا من طريق طلحة بن يحيى بن طلحة عن عمته عائشة بنت طلحة، وفي رواية له: «حدثتني عائشة بنت طلحة عن عائشة أم المؤمنين قالت: دخل علي رسول الله صلى الله عليه وسلم ذات يوم فقال: هل عندكم شيء؟ قلنا: لا، قال: "فإني إذا صائم"». قال النووي: في هذا الحديث دليل للجمهور في أن صوم النافلة يجوز بنية في النهار قبل زوال الشمس، وتأوله الآخرون على أن سؤاله: هل عندكم شيء لكونه كان نوى الصوم من الليل ثم ضعف عنه وأراد الفطر لذلك، قال: وهو تأويل فاسد وتكلف بعيد.

### أحكام النية

#### عند الشافعية
نية الصوم عند الشافعية ليست شرطا للصوم، بل هي ركن. ويجب تجديدها لكل يوم صامه ولا بد من تبييتها أي وقوعها ليلا قبل الفجر، ولو من أول قت صلاة المغرب ولو وقع بعدها ليلا ما ينافي الصوم؛ لأن الصوم يقع بالنهار لا بالليل.
وصوم الفرض كصوم شهر رمضان وصوم الكفارات وصوم النذر، وقضاء الصوم: لا بد فيه من تبييت النية ليلا، مع التعيين بأن يقول بقلبه: نويت صوم غد من رمضان أو نذرا علي أو نحو ذلك ويسن أن ينظق بلسانه بالنية؛ لأنه عون للقلب كأن يقول: نويت صوم غد عن أداء فرض رمضان الحاضر لله تعالى.
وإن كان الصوم نفلا فإن النية تكفي فيه ولو كانت نهارا بشرط أن تكون قبل الزوال وبشرط أن لا يسبقها ما ينافي الصوم على الراجح ولا يقوم مقام النية التسحر في جميع أنواع الصوم إلا إذا خطر له الصوم عند التسحر ونواه كأن يتسخر بنية الصوم وكذلك إذا امتنع من الأكل عند طلوع الفجر خوف الإفطار فيقوم هذا مقام النية.

#### النية عند الحنفية
عند الحنفية: القدر الكافي من النية أن يعلم بقلبه أنه يصوم كذا. ويسن له أن يتلفظ بها. ووقتها كل يوم بعد غروب الشمس إلى ما قبل نصف النهار. والنهار الشرعي: من انتشار الضوء في الأفق الشرقي عند طلوع الفجر إلى غروب الشمس، فيقسم هذا الزمن نصفين. وتكون النية في النصف الأول بحيث يكون الباقي من النهار إلى غروب الشمس أكثر مما مضى فلو لم يبيت النية بعد غروب الشمس حتى أصبح بدون نية ممسكا فله أن ينوي إلى ما قبل نصف النهار. ولا بد من النية لكل يوم من رمضان والتسحر نية إلا أن ينوي معه عدم الصيام ولو نوى الصيام في أول الليل ثم رجع عن نيته قبل طلوع الفجر صح رجوعه في كل أنواع الصيام ويجوز صيام رمضان والنذر المعين والنفل بنية مطلق الصوم أو بنية النفل من الليل إلى ما قبل نصف النهار ولكن الأفضل تبييت النية وتعيينها: ونوى صوما واجبا فإنه يقع عن ذلك الواجب لأنه مرخص له بالفطر حال السفر أما القضاء والكفارة والنذر المطلق فلا بد من تبييت النية فيها وتعيينها أما صيام الأيام المنهي عنها كالعيدين وأيام التشريق فإنه يصح ولكن مع التحريم فلو نذر صيامها صح نذره ووجب عليه قضاؤها في غيرها من الأيام ولو قضاه فيها صح مع الإثم.

#### النية عند المالكية
النية عند المالكية: شرط لصحة الصوم الراجح وهي قصد الصوم وأما نية التقرب إلى الله تعالى فهي مندوبة فلا يصح صوم فرضا كان أو نفلا بدون النية.
ويجب في النية تعيين المنوي بكونه نفلا أو قضاء أو نذرا مثلا فإن جزم بالصوم وشك بعد ذلك هل نوى التطوع أو النذر أو القضاء انعقد تطوعا وإن شك هل نوى النذرأو القضاء فلا يجزئ عن واحد منهما وانعقد نفلا فيجب عليه إتمامه ووقت النية من غروب الشمس إلى طلوع الفجر فلو نوى الصوم في آخر جزء من الليل بحيث يطلع الفجر عقب النية صحت والأولى أن تكون متقدمة على الجزء الأخير من الليل لأنه أحوط ولا يضر ما يحدث بعد النية من أكل أو شرب أو جماع أو نوم بخلاف الإغماء والجنون إذا حصل أحدهما بعدها فتبطل ويجب تجديدها وإن بقي وقتها بعد الإفاقة ولا تصح النية نهارا في أي صوم ولو كان تطوعا وتكفي النية الواحدة في كل صوم يجب تتابعه كصيام رمضان وصيام كفارته وكفارة القتل أو الظهار ما دام لم ينقطع تتابعه فإن انقطع التتابع بمرض أو سفر أو نحوهما فلا بد من تبييت النية كل ليلة ولو استمر صائما على المعتمد فإذا انقطع السفر والمرض كفت نية للباقي من الشهر وأما الصوم الذي لا يجب فيه التتابع كقضاء رمضان وكفارة اليمين فلا بد فيه من النية كل ليلة ولا يكفيهنية واحدة في أوله والنية الحكمية كافية فلو تسحر ولم يخطر بباله الصوم وكان بحيث لو سئل لماذا تتسحر؟ أجاب بقوله : إنما تسحرت لأصوم كفاه ذلك.

#### النية عند الحنابلة
النية عند الحنابلة لازمة للصوم، فلا يصح إلا بها، ووقتها الليل: من غروب الشمس إلى طلوع الفجر، إن كان الصوم فرضا، أما إذا كان الصوم نفلا فتصح نيته نهارا قبل الزوال إذا لم يأت بمناف للصوم من أكل أو شرب، أو غير ذلك من مبطلات الصوم، ويجب تعيين المنوي من كونه رمضان أو غيره، ولا تجب نية الفرضية وتجب النية لكل يوم سواء صوم شهر رمضان أو غيره.
قال أبو إسحاق الحنبلي: «وهي في اللغة: القصد، وهو عزم القلب على الشيء، يقال: نواك الله بخير أي: قصدك به. وفي الشرع: العزم على فعل الشيء تقربا إلى الله تعالى، ومحلها القلب، والتلفظ ليس بشرط، إذ الغرض جعل العبادة لله تعالى، وذلك حاصل بالنية، لكن ذكر ابن الجوزي وغيره أنه يستحب أن يلفظ بما نواه، وإن سبق لسانه ما نواه لم يضر، فإن تلفظ بما نواه كان تأكيدا ذكره في الشرح.»